# Samuel Escrich
Samuel Escrich Liberós est un footballeur espagnol, né le 29 octobre 1907 à Vistabella del Maestrat dans la province de Castellón et mort le 30 octobre 1975 à Barcelone.
Il évolue au poste d'attaquant du milieu des années 1920 au milieu des années 1930 notamment au CE Europa et au FC Barcelone.

## Carrière
Samuel Escrich  commence sa carrière au sein du EC Granollers où il évolue pendant quatre ans avant de rejoindre le CF Manresa pour une saison.
Il rejoint en 1929 le CE Europa, club de première division. La saison suivante, le club est relégué en deuxième division et il quitte alors le club après avoir disputé 25 rencontres pour quatre buts inscrits. En juillet 1931, il connaît sa première sélection en équipe de Catalogne.
Après une saison avec le Real Murcie, il rejoint le FC Barcelone en 1932. Il ne dispute qu'un seul match de championnat avec le « Barça ». Il reçoit lors de cette saison sa seconde sélection avec la Catalogne.
Après des passages au Hércules CF puis au FC Badalona, il arrête sa carrière en 1936. En même temps que footballeur, il exerce la profession de lithographe à Barcelone. Il meurt dans cette ville le 30 octobre 1975.